# The Battle of Los Angeles
The Battle of Los Angeles (La Batalla de Los Ángeles) es el tercer álbum de estudio de la banda estadounidense de rap metal Rage Against the Machine. Fue lanzado el 2 de noviembre de 1999, un día antes del séptimo aniversario del lanzamiento de álbum debut, y exactamente tres años después de Evil Empire. Entre la edición de Evil Empire y The Battle of Los Angeles la banda lanzó en 1997 un álbum con actuaciones en vivo, titulado Live & Rare.
La canción "Calm Like a Bomb" (Tranquilo Como una Bomba) apareció en los créditos de la película Matrix Reloaded. Los vídeos de "Sleep Now in the Fire" y "Testify" fueron dirigidos por el controvertido director Michael Moore. El álbum debutó en el puesto número 1 del Billboard 200. "Guerrilla Radio" fue escogido por el videojuego Tony Hawk's Pro Skater 2 como su banda sonora
The Battle of Los Angeles evidencia estar fuertemente influenciado en sus líricas por la novela de George Orwell, 1984. "Testify", "Sleep Now in the Fire", "Voice of the Voiceless", entre otras canciones incluyen citas directas de la novela (por ejemplo "Who controls the past now controls the future / Who controls the present now controls the past" cuya traducción al español es "Quien controla el pasado controla el futuro. Quien controla el presente controla el pasado") y mencionan términos orwellianos en las letras como "the Party" (el Partido) o "this little brothers watching you too" ("estos pequeños hermanos también te están observando", en alusión al Gran Hermano).

## Lista de canciones
Todas las letras por Zack De La Rocha; Toda la música compuesta por Rage Against The Machine. 
1. "Testify" - 3:30
2. "Guerrilla Radio" - 3:26
3. "Calm Like a Bomb" - 4:59
4. "Mic Check" - 3:33
5. "Sleep Now in the Fire" - 3:25
6. "Born of a Broken Man" - 4:41
7. "Born as Ghosts" - 3:22
8. "Maria" - 3:48
9. "Voice of the Voiceless" - 2:31
10. "New Millennium Homes" - 3:45
11. "Ashes in the Fall" - 4:36
12. "War Within a Breath" - 3:46
13. "No Shelter" (Solamente en los discos Europeos y Australianos) - 4:06

Todas las canciones producidas por Brendan O' Brien.

## Créditos
- Rage Against the Machine - coproductor, dirección Artística
- Zack de la Rocha - vocalista, letras
- Tom Morello - guitarra
- Tim Commerford - bajo
- Brad Wilk - batería
- Kevin Dean - ingeniero asistente
- Nick DiDia - ingeniero de sonido
- Russ Fowler - ingeniero de sonido
- Kevin Lively - ingeniero asistente
- Stephen Marcussen - masterización
- Brendan O'Brien - productor, mezclador
- Aimee MacAuley - dirección artística
- Roger Sommers - ingeniero asistente
- Danny Clinch - fotografía
- Andrew Garver - edición digital
- Ryan Williams - ingeniero de sonido
- Michael Parnin - ingeniero asistente
- Monique Mitzrahl - ingeniero asistente
- Tim Harkins - ingeniero asistente
- Karl Egsieker - ingeniero asistente
- Erin Haley - coordinador de producción
- Cheryl Mondello - coordinador de producción
- Germán Villacorta - ingeniero asistente
- Joey Krebs - trabajo artístico
- Sugar D - ingeniero de sonido
- Steven Tirona -fotografía

## Posicionamiento

### Álbum
| Año de publicación | Título / Portada          | Listas              | Posición |
| 1999               | The Battle of Los Angeles | The Billboard 200   | No.1     |
| 1999               | The Battle of Los Angeles | Top Canada Albums   | No.1     |
| 1999               | The Battle of Los Angeles | Top Internet Albums | No.1     |

### Sencillos
| Año de publicación | Sencillo                | Listas                  | Posición |
| 1999               | "Guerrilla Radio"       | TCanadian Singles Chart | No.6     |
| 1999               | "Guerrilla Radio"       | Mainstream Rock Tracks  | No.11    |
| 1999               | "Guerrilla Radio"       | Modern Rock Tracks      | No.6     |
| 1999               | "Guerrilla Radio"       | The Billboard Hot 100   | No.69    |
| 2000               | "Sleep Now in the Fire" | Mainstream Rock Tracks  | No.16    |
| 2000               | "Sleep Now in the Fire" | Modern Rock Tracks      | No.8     |
| 2000               | "Testify"               | Mainstream Rock Tracks  | No.22    |
| 2000               | "Testify"               | Modern Rock Tracks      | No.16    |

### Premios
| Año de publicación | Sencillo        | Premio                                     |
| 1999               | Guerrilla Radio | Premio Grammy "Best Hard Rock Performance" |

- Datos: Q754834